# Bergtjärnen (Skellefteå socken, Västerbotten, 720262-171174)
Bergtjärnen är en sjö i Skellefteå kommun i Västerbotten och ingår i Skellefteälvens huvudavrinningsområde.